# Epilobium howellii
Epilobium howellii är en dunörtsväxtart som beskrevs av P.C. Hoch. Epilobium howellii ingår i släktet dunörter, och familjen dunörtsväxter. Inga underarter finns listade i Catalogue of Life.

## Bildgalleri

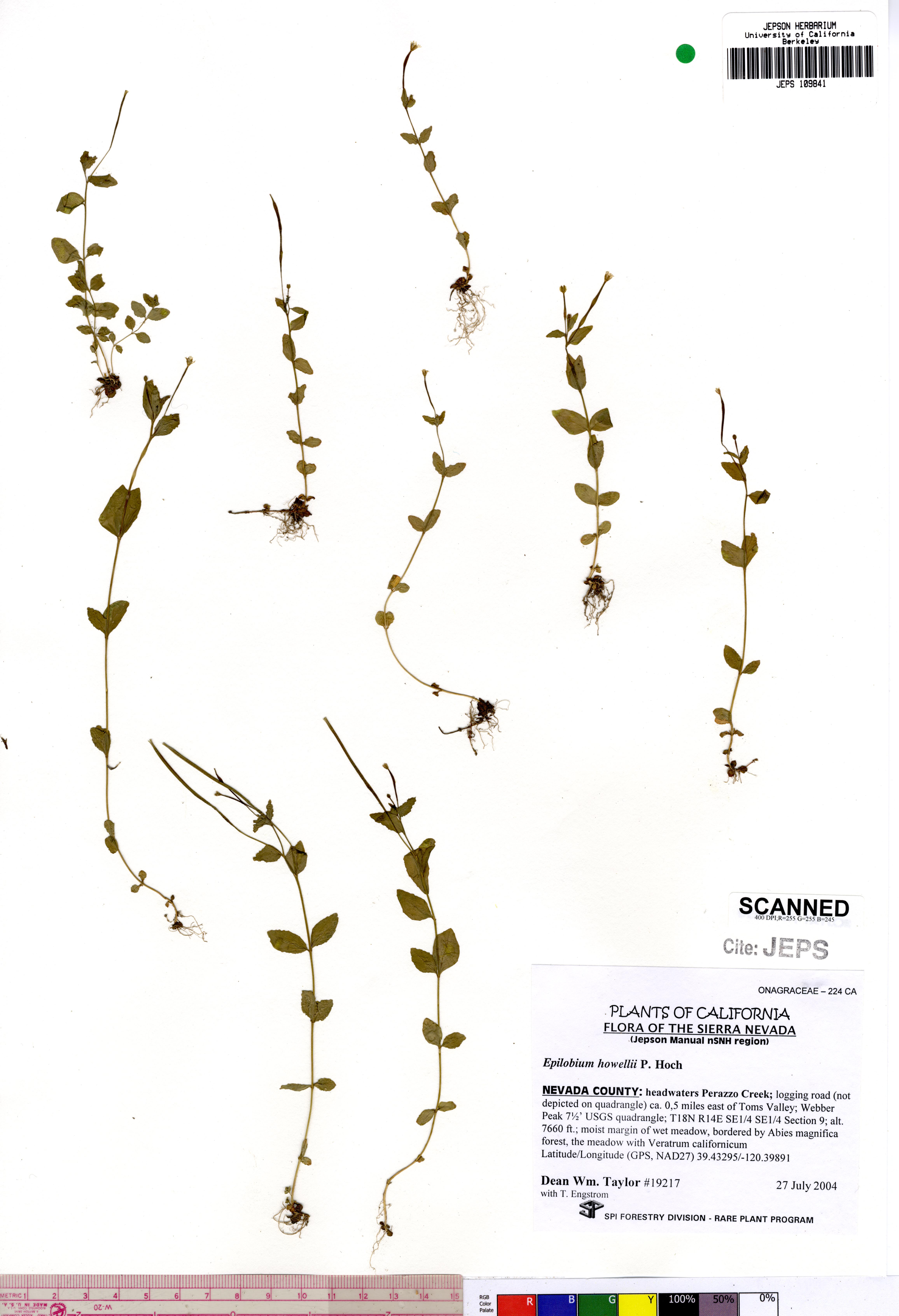
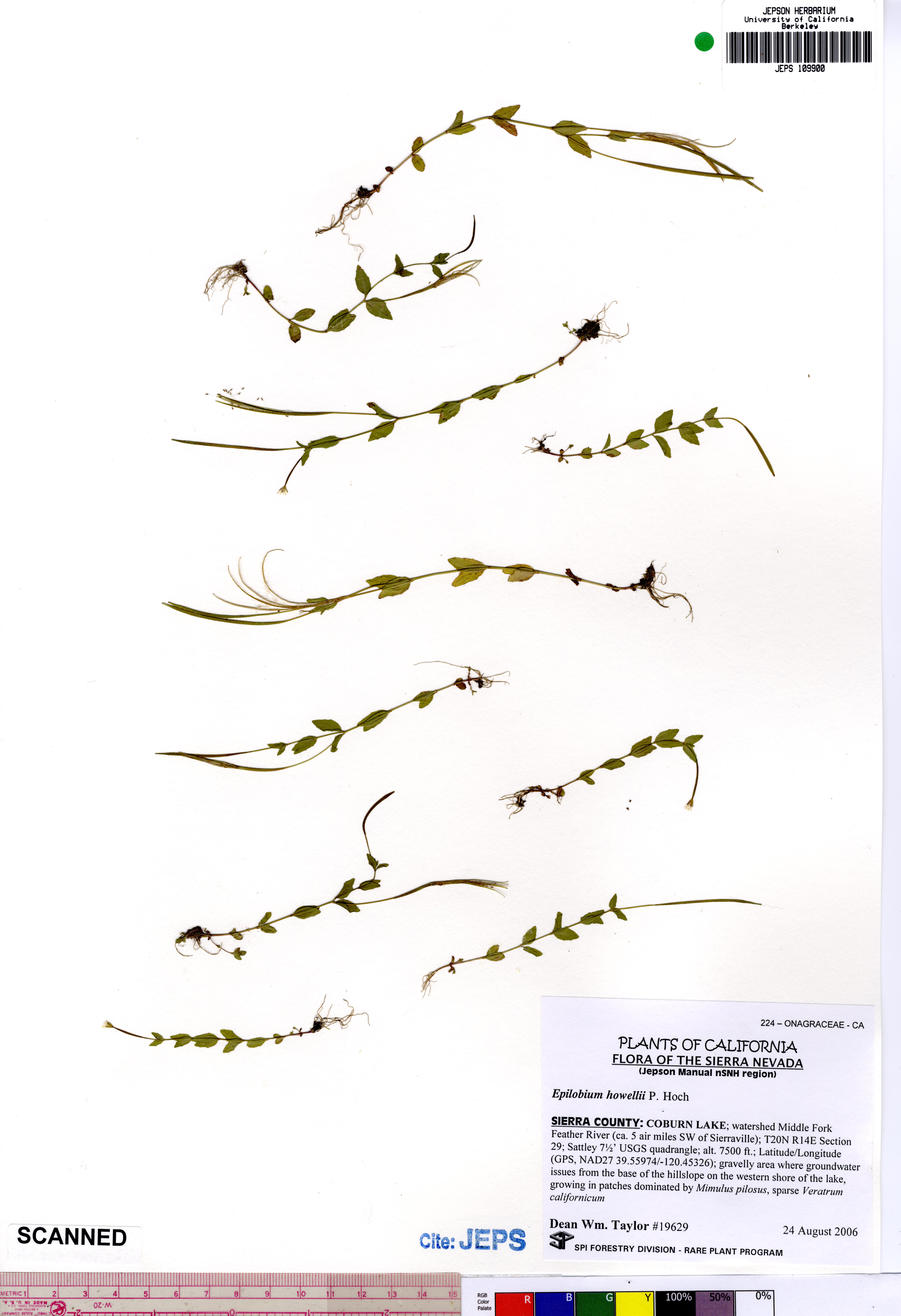
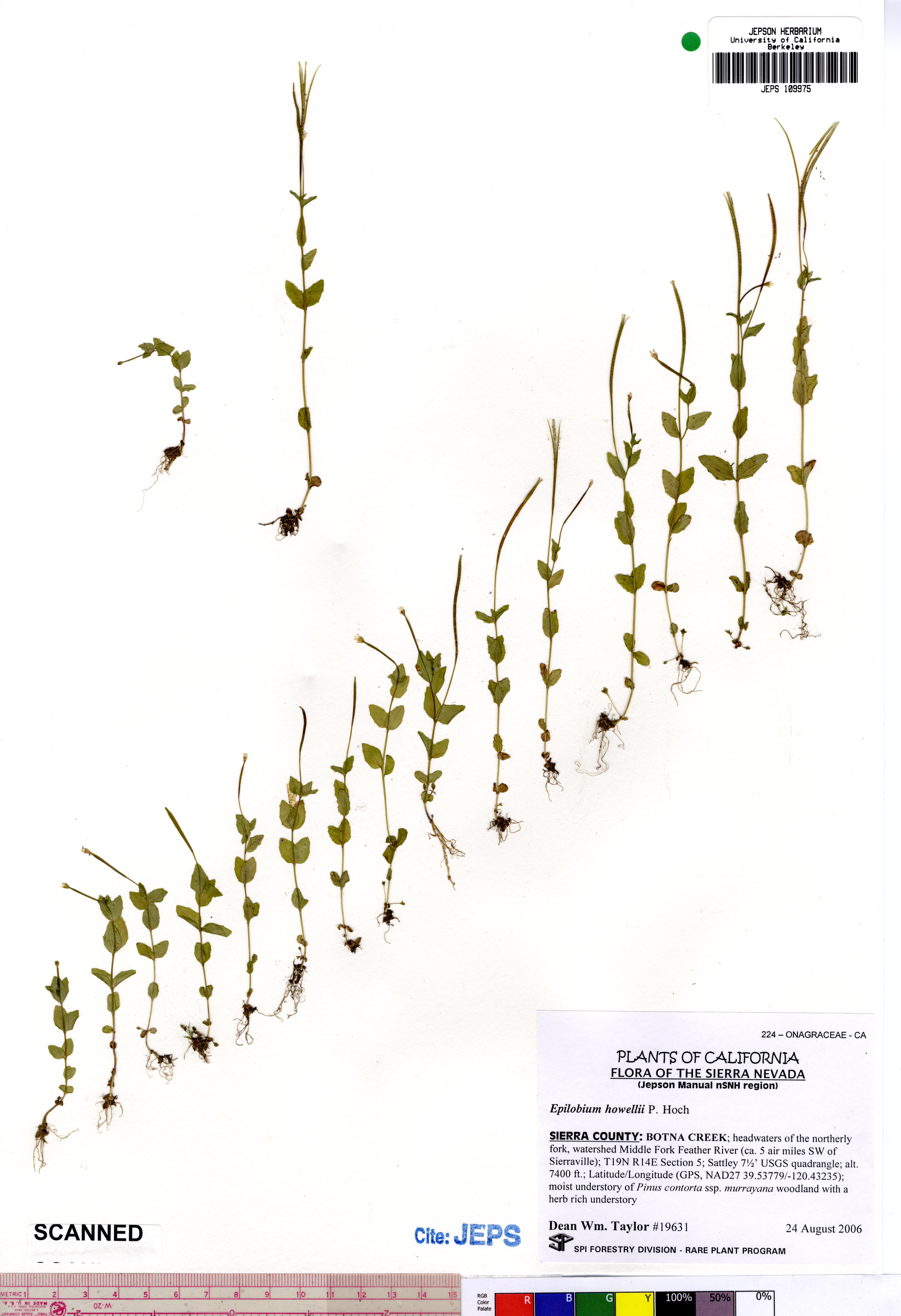
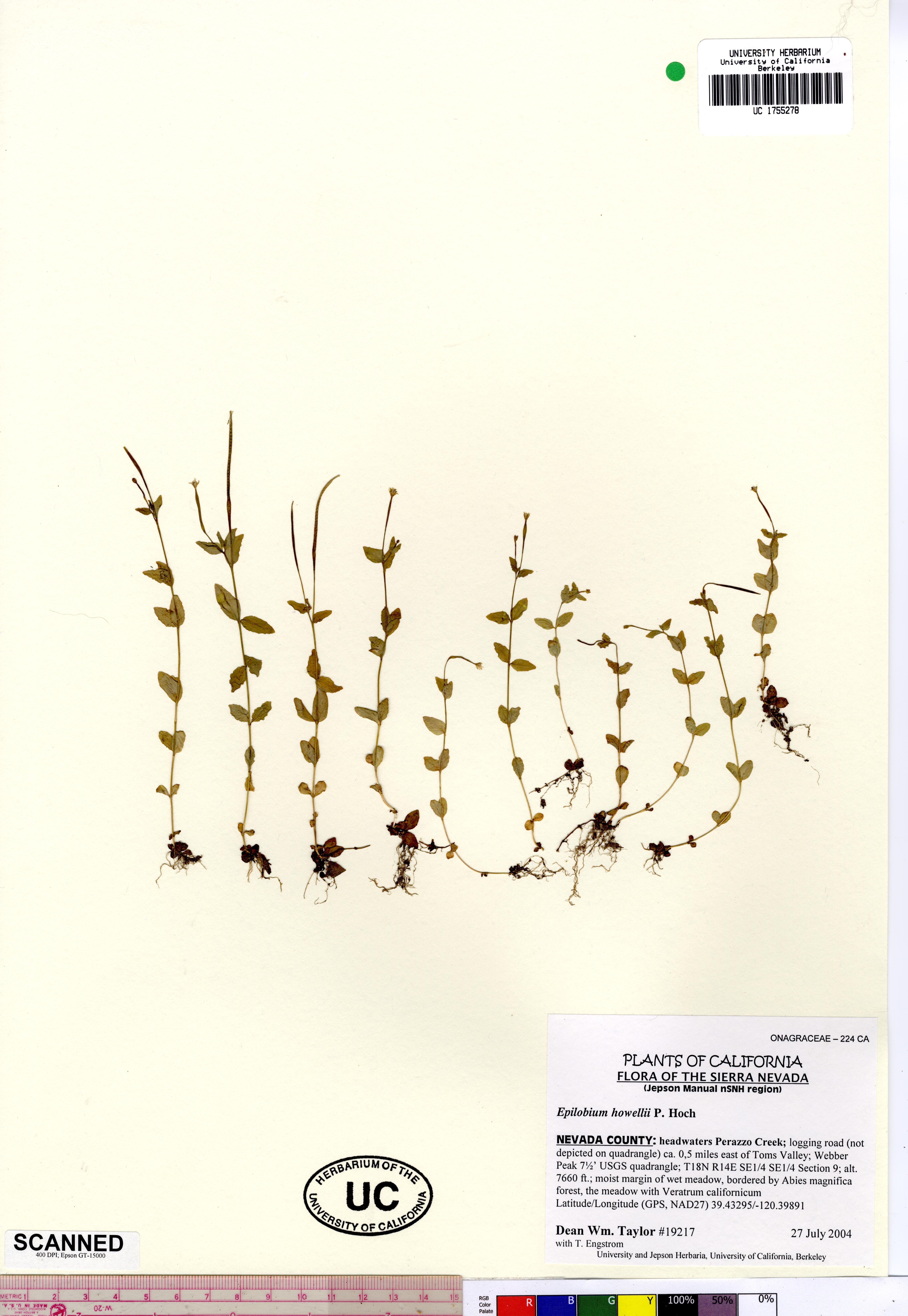
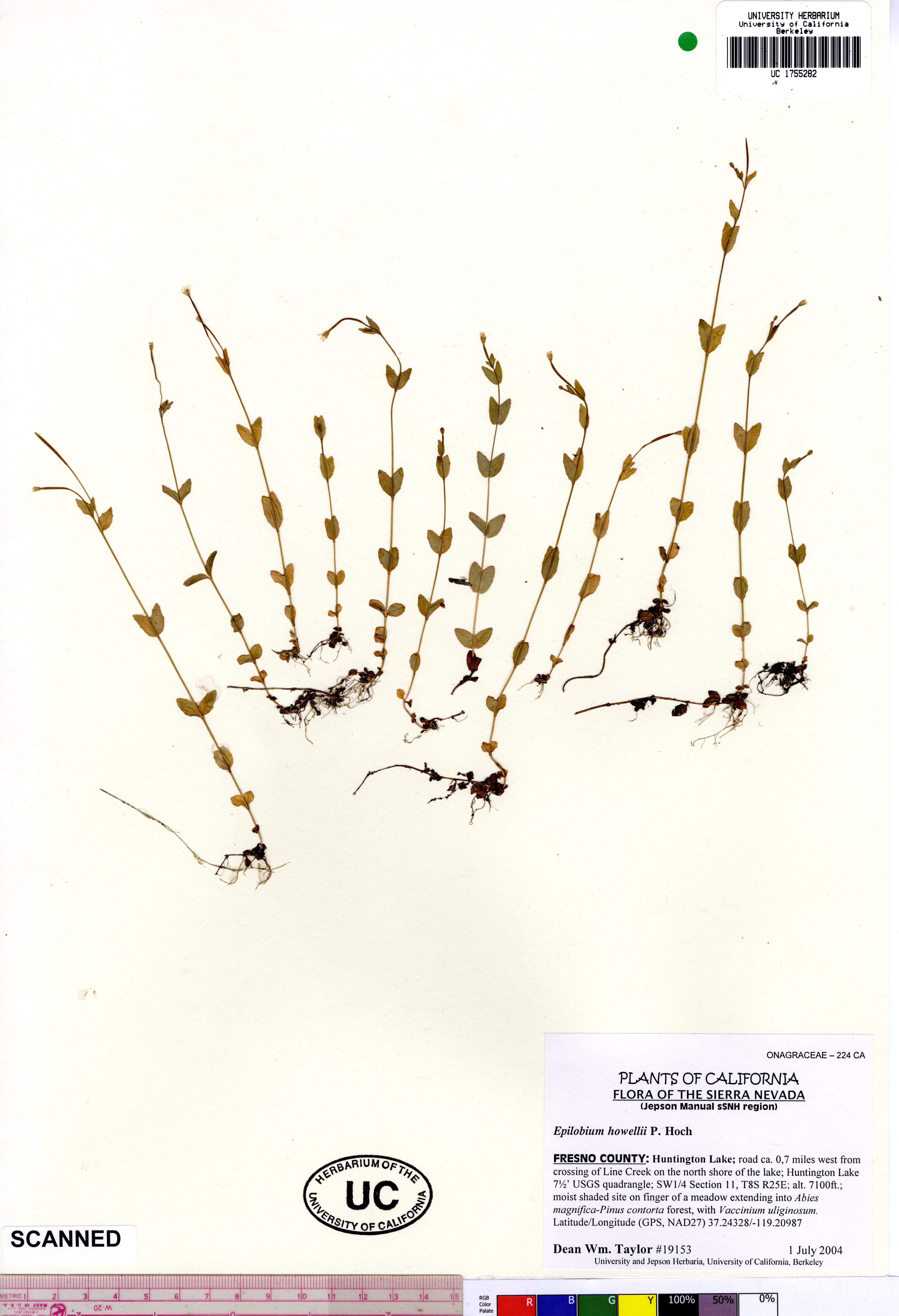
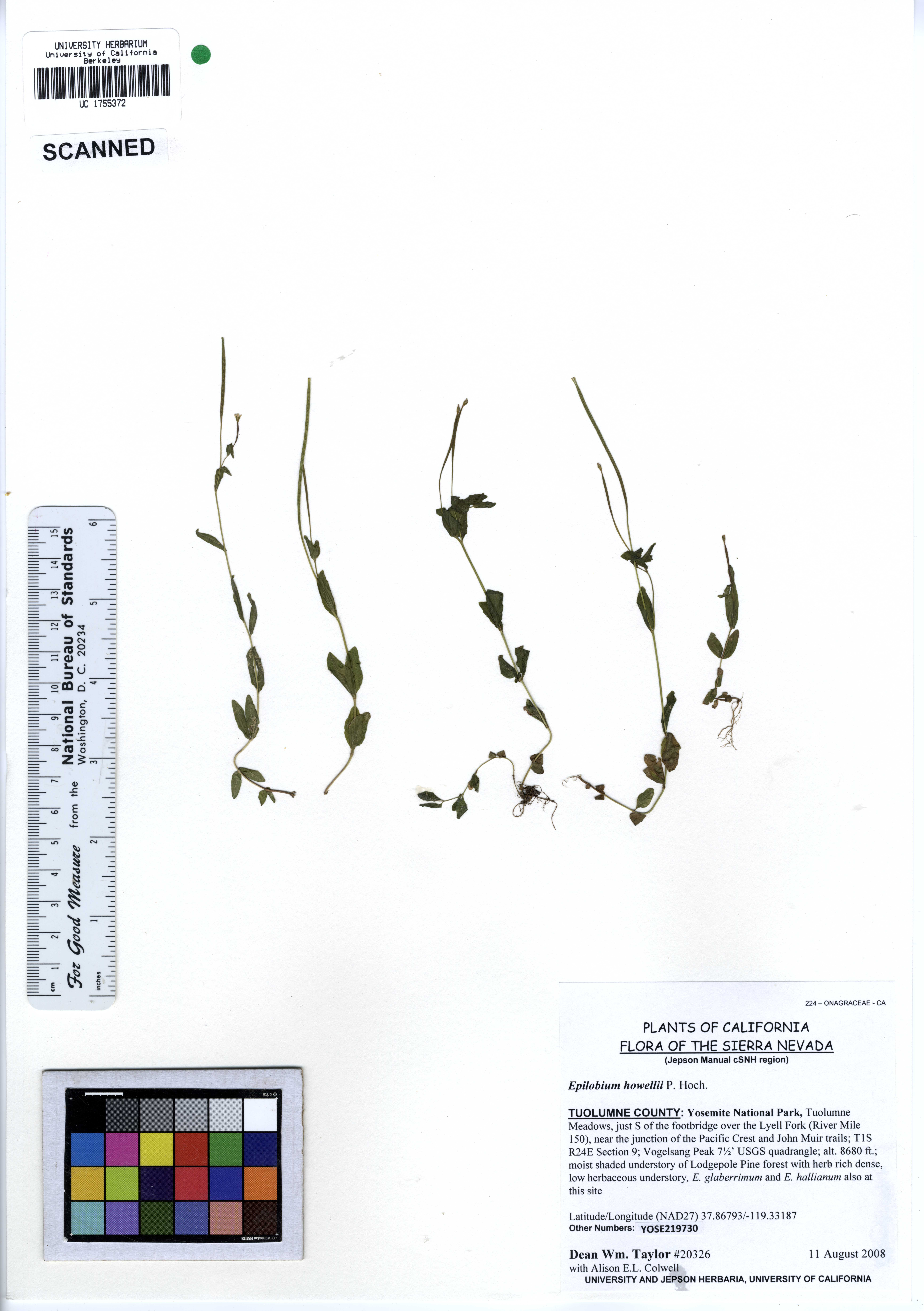